# Валерије Валенс
Аурелије Валерије Валенс (лат: Aurelius Valerius Valens) (умро 317. године) био је римски цар, као Лицинијев савладар, у кратком временском периоду крајем 316. и почетком 317. године. Валенс је усвојио име "Валерије", као што је било уобичајено међу Тетрарсима. Погубљен је вероватно по наређењу Константина Великог нешто пре 1. марта 317. године. 
О Валерију Валенсу знамо само да је био заповедник дачке границе (dux limitis) тј. подунавских одреда у данашњој североисточној Србији и северозападној Бугарској. Након тешке и неодлучне битке код Цибале 8. октобра 316. године (битка се понекад датира у 314. годину, али савремени извори указују да се она одиграла 317. године), Лициније је покушао да организује одбрану Тракије од наступајуће војске Константина I. Да би обезбедио подршку локалних трупа, Лициније је у Сердики (данашњој Софији) прогласио тамошњег команданта Валерија Валенса за свог савладара. Наративни извори (Епитоме Аурелија Виктора, Origo Constantini Imperatoris, Зосим...) бележе да је Валерије Валенс носио титулу цезара, али налази римског новца потврђују да је у ствари био август, тј да је по рангу био равноправан Лицинију. Међутим, избор савладара није довео до промене на боље Лицинијеве ратне среће. Константин је однео убедљиву победу недалеко од Једрена, али је ипак морао да пристане на преговоре пошто су се Лициније и Валенс склонили у Стару Загору. Лициније је успео да задржи контролу над Тракијом, али је свог савладара Валерија Валенса ликвидирао, вероватно на Константинов захтев. Тачан датум Валенсове смрти није познат, али је убијен свакако пре 1. марта 317. године, када су Константин и Лициније склопили мир у Сердици.
Мировни уговор је финализиран у Сердици нешто пре 1. марта 317. године, датума када су Константинови синови Константин II и Константин I постали цезари заједно са Лицинијевим сином Лицинијем II. Не зна се да ли је то био део споразума, али Лициније је такође дао погубити Валенса (нешто што Ориго не помиње).